# Diskografie will.i.ama
Toto je seznam vydané diskografie amerického rappera a zpěváka will.i.ama.

## Alba

### Studiová alba
| Název                                                                                   | Detaily o albu                                                                        | Umístění v hitparádách | Umístění v hitparádách | Umístění v hitparádách | Umístění v hitparádách | Umístění v hitparádách | Umístění v hitparádách | Umístění v hitparádách | Umístění v hitparádách | Umístění v hitparádách | Umístění v hitparádách | Prodeje      | Certifikace                  |
| Název                                                                                   | Detaily o albu                                                                        | US                     | US R&B                 | US Rap                 | AUS                    | FRA                    | IRL                    | NLD                    | NZ                     | SWI                    | UK                     | Prodeje      | Certifikace                  |
| --------------------------------------------------------------------------------------- | ------------------------------------------------------------------------------------- | ---------------------- | ---------------------- | ---------------------- | ---------------------- | ---------------------- | ---------------------- | ---------------------- | ---------------------- | ---------------------- | ---------------------- | ------------ | ---------------------------- |
| Lost Change                                                                             | - Vydáno: 2. října 2001 - Vydavatelství: Atlantic Records                             | —                      | —                      | —                      | —                      | —                      | —                      | —                      | —                      | —                      | —                      |              |                              |
| Must B 21                                                                               | - Vydáno: 23. září 2003 - Vydavatelství: Atlantic Records, Beat Generation, will.i.am | —                      | —                      | —                      | —                      | —                      | —                      | —                      | —                      | —                      | —                      |              |                              |
| Songs About Girls                                                                       | - Vydáno: 25. září 2007 - Vydavatelství: Interscope, will.i.am                        | 38                     | 14                     | 9                      | 58                     | 89                     | —                      | —                      | —                      | 27                     | 68                     |              |                              |
| #willpower                                                                              | - Vydáno: 23. dubna 2013 - Vydavatelství: Interscope, will.i.am                       | 9                      | —                      | —                      | 9                      | 5                      | 5                      | 25                     | 5                      | 10                     | 3                      | - US: 64,000 | - BPI: Gold - RMNZ: Platinum |
| "—" značí, že se nahrávka neumístila v hitparádách nebo v tomto území ani nebyla vydána |                                                                                       |                        |                        |                        |                        |                        |                        |                        |                        |                        |                        |              |                              |

### Kompilační alba
| Název                           | Detaily o albu                                      |
| ------------------------------- | --------------------------------------------------- |
| The Black Eyed Peas Family Best | - Vydáno: 9. června 2008 - Vydavatelství: Universal |

## Singly

### Jako hlavní umělec
| Název                                                                                   | Rok  | Umístění v hitparádách | Umístění v hitparádách | Umístění v hitparádách | Umístění v hitparádách | Umístění v hitparádách | Umístění v hitparádách | Umístění v hitparádách | Umístění v hitparádách | Umístění v hitparádách | Umístění v hitparádách | Certifikace | Album             |
| Název                                                                                   | Rok  | US                     | AUS                    | CAN                    | FRA                    | GER                    | IRL                    | NLD                    | NZ                     | SWI                    | UK                     | Certifikace | Album             |
| --------------------------------------------------------------------------------------- | ---- | ---------------------- | ---------------------- | ---------------------- | ---------------------- | ---------------------- | ---------------------- | ---------------------- | ---------------------- | ---------------------- | ---------------------- | --- | ----------------- |
| "I Am"                                                                                  | 2001 | —                      | —                      | —                      | —                      | —                      | —                      | —                      | —                      | —                      | —                      | | Lost Change       |
| "Take It" (feat. KRS-One)                                                               | 2004 | —                      | —                      | —                      | —                      | —                      | —                      | —                      | —                      | —                      | —                      | | Must B 21         |
| "I Got It from My Mama"                                                                 | 2007 | 31                     | 19                     | 18                     | 49                     | 33                     | —                      | 46                     | —                      | 77                     | 38                     | | Songs About Girls |
| "One More Chance"                                                                       | 2007 | —                      | —                      | —                      | —                      | —                      | —                      | —                      | —                      | —                      | 97                     | | Songs About Girls |
| "The Girl Is Mine 2008" (s Michael Jackson)                                             | 2008 | —                      | 60                     | 76                     | 22                     | 21                     | 38                     | 12                     | —                      | 47                     | 32                     | | Thriller 25       |
| "Heartbreaker" (feat. Cheryl Cole)                                                      | 2008 | —                      | —                      | —                      | —                      | —                      | 7                      | —                      | —                      | —                      | 4                      | - BPI: Gold | Songs About Girls |
| "Check It Out" (s Nicki Minaj)                                                          | 2010 | 24                     | 21                     | 14                     | —                      | —                      | 14                     | 67                     | —                      | —                      | 11                     | - BPI: Silver | Pink Friday       |
| "T.H.E. (The Hardest Ever)" (feat. Jennifer Lopez a Mick Jagger)                        | 2011 | 36                     | 57                     | 10                     | —                      | —                      | 13                     | —                      | —                      | 41                     | 3                      | - BPI: Silver | Singl bez alb     |
| "Great Times"                                                                           | 2011 | —                      | —                      | —                      | —                      | —                      | —                      | —                      | —                      | —                      | —                      | | #willpower        |
| "This Is Love" (feat. Eva Simons)                                                       | 2012 | —                      | 7                      | 14                     | 2                      | 54                     | 1                      | 2                      | 5                      | 8                      | 1                      | - ARIA: 2× Platinum - BPI: Gold - IFPI SWI: Gold - RMNZ: Platinum - FIMI: Gold | #willpower        |
| "Scream & Shout" (s Britney Spears)                                                     | 2012 | 3                      | 2                      | 1                      | 1                      | 1                      | 1                      | 1                      | 1                      | 1                      | 1                      | - RIAA: 3× Platinum - ARIA: 6× Platinum - BPI: 2× Platinum - BVMI: 4× Platinum - IFPI SWI: 2× Platinum - RMNZ: 2× Platinum - SNEP: Platinum - IFPI SWE: 3× Platinum - FIMI: 4× Platinum | #willpower        |
| "#thatPower" (feat. Justin Bieber)                                                      | 2013 | 17                     | 6                      | 6                      | 11                     | 7                      | 5                      | 17                     | 16                     | 23                     | 2                      | - ARIA: 2× Platinum - BPI: Gold - BVMI: Gold - RMNZ: Gold - FIMI: Platinum | #willpower        |
| "Fall Down" (feat. Miley Cyrus)                                                         | 2013 | 58                     | 14                     | 15                     | 43                     | 48                     | 17                     | —                      | 15                     | 59                     | 34                     | - ARIA: Platinum - RMNZ: Gold | #willpower        |
| "Bang Bang"                                                                             | 2013 | —                      | 84                     | —                      | 53                     | —                      | 14                     | —                      | —                      | —                      | 3                      | - BPI: Platinum | #willpower        |
| "Feelin' Myself" (feat. Miley Cyrus, French Montana a Wiz Khalifa)                      | 2013 | 96                     | 34                     | —                      | 50                     | 55                     | 3                      | —                      | 16                     | —                      | 2                      | - BPI: Platinum | #willpower        |
| "It's My Birthday" (feat. Cody Wise)                                                    | 2014 | —                      | 4                      | —                      | 167                    | 41                     | 25                     | —                      | 16                     | —                      | 1                      | - ARIA: Platinum - BPI: Platinum - BVMI: Gold | Singly bez alb    |
| "Boys & Girls" (feat. Pia Mia)                                                          | 2016 | —                      | 53                     | —                      | 46                     | 39                     | 42                     | —                      | —                      | —                      | 21                     | - BPI: Silver | Singly bez alb    |
| "Solo" (s Willy William a Lali)                                                         | 2022 | —                      | —                      | —                      | —                      | —                      | —                      | —                      | —                      | —                      | —                      | | Singly bez alb    |
| "The Formula" (s Lil Wayne)                                                             | 2023 | —                      | —                      | —                      | —                      | —                      | —                      | —                      | —                      | —                      | —                      | | Singly bez alb    |
| "Mind Your Business" (s Britney Spears)                                                 | 2023 | —                      | —                      | —                      | —                      | —                      | —                      | 26                     | —                      | —                      | —                      | | Singly bez alb    |
| "—" značí, že se nahrávka neumístila v hitparádách nebo v tomto území ani nebyla vydána |      |                        |                        |                        |                        |                        |                        |                        |                        |                        |                        | |                   |

### Jako vedlejší umělec
| Název                                                                                   | Rok  | Umístění v hitparádách | Umístění v hitparádách | Umístění v hitparádách | Umístění v hitparádách | Umístění v hitparádách | Umístění v hitparádách | Umístění v hitparádách | Umístění v hitparádách | Umístění v hitparádách | Umístění v hitparádách | Certifikace | Album                                     |
| Název                                                                                   | Rok  | US                     | US R&B                 | AUS                    | CAN                    | GER                    | IRL                    | NLD                    | NZ                     | SWI                    | UK                     | Certifikace | Album                                     |
| --------------------------------------------------------------------------------------- | ---- | ---------------------- | ---------------------- | ---------------------- | ---------------------- | ---------------------- | ---------------------- | ---------------------- | ---------------------- | ---------------------- | ---------------------- | --- | ----------------------------------------- |
| "Vocal Artillery" (Ozomatli feat. Medusa, will.i.am a Kanetic Source)                   | 2001 | —                      | —                      | —                      | —                      | —                      | —                      | —                      | —                      | —                      | —                      | | Embrace the Chaos                         |
| "Sunny Hours" (Long Beach Dub All Stars feat. will.i.am)                                | 2001 | —                      | —                      | —                      | —                      | —                      | —                      | —                      | —                      | —                      | —                      | | Wonders of the World                      |
| "La Patte" (Saïan Supa Crew feat. will.i.am)                                            | 2005 | —                      | —                      | —                      | —                      | —                      | —                      | —                      | —                      | —                      | —                      | | Hold Up                                   |
| "Beep" (The Pussycat Dolls feat. will.i.am)                                             | 2005 | 13                     | —                      | 3                      | 3                      | 5                      | 2                      | 2                      | 1                      | 6                      | 2                      | - ARIA: Gold - BPI: Silver - BVMI: Gold - RMNZ: Gold | PCD                                       |
| "I Love My Bitch" (Busta Rhymes feat. Kelis a will.i.am)                                | 2006 | 41                     | 18                     | 22                     | —                      | 38                     | 18                     | 43                     | 8                      | 22                     | 8                      | | The Big Bang                              |
| "That Heat" (Sérgio Mendes feat. Erykah Badu a will.i.am)                               | 2006 | —                      | —                      | —                      | —                      | —                      | —                      | —                      | —                      | —                      | —                      | | Timeless                                  |
| "Keep Bouncin'" (Too Short feat. will.i.am a Snoop Dogg)                                | 2006 | —                      | 93                     | —                      | —                      | —                      | —                      | —                      | —                      | —                      | —                      | | Blow the Whistle                          |
| "Fergalicious" (Fergie feat. will.i.am)                                                 | 2006 | 2                      | 71                     | 4                      | 24                     | 23                     | 38                     | 35                     | 5                      | 29                     | 105                    | - RIAA: 4× Platinum - RIAA: Platinum (Mastertone) - ARIA: 2× Platinum - BPI: Gold - BVMI: Gold - RMNZ: Gold                                                                          | The Dutchess                              |
| "Hip Hop Is Dead" (Nas feat. will.i.am)                                                 | 2006 | 41                     | 48                     | 84                     | —                      | 84                     | 27                     | —                      | 28                     | —                      | 36                     | | Hip Hop Is Dead                           |
| "A Dream" (Common feat. will.i.am)                                                      | 2006 | —                      | —                      | —                      | —                      | —                      | —                      | —                      | —                      | —                      | 108                    | | Freedom Writers soundtrack                |
| "Baby Love" (Nicole Scherzinger feat. will.i.am)                                        | 2007 | —                      | —                      | 58                     | —                      | 5                      | 15                     | 56                     | —                      | 14                     | 14                     | | Singl bez alb                             |
| "Hot Thing" (Talib Kweli feat. will.i.am)                                               | 2007 | —                      | —                      | —                      | —                      | —                      | —                      | —                      | —                      | —                      | —                      | | Eardrum                                   |
| "Wait a Minute (Just a Touch)" (Estelle feat. will.i.am)                                | 2007 | —                      | —                      | —                      | —                      | —                      | —                      | —                      | —                      | —                      | —                      | | Shine                                     |
| "Be OK" (Chrisette Michele feat. will.i.am)                                             | 2007 | —                      | 61                     | —                      | —                      | —                      | —                      | —                      | —                      | —                      | —                      | | I Am                                      |
| "I Want You" (Common feat. will.i.am)                                                   | 2007 | —                      | 32                     | —                      | —                      | —                      | —                      | —                      | —                      | —                      | —                      | | Finding Forever                           |
| "In the Ayer" (Flo Rida feat. will.i.am)                                                | 2008 | 9                      | —                      | 19                     | 13                     | 50                     | 13                     | —                      | 9                      | —                      | 29                     | - RIAA: 2× Platinum - MC: Platinum | Mail on Sunday                            |
| "Funky Bahia" (Sérgio Mendes feat. will.i.am a Siedah Garrett)                          | 2008 | —                      | —                      | —                      | —                      | —                      | —                      | 93                     | —                      | —                      | —                      | | Encanto                                   |
| "What's Your Name" (Usher feat. will.i.am)                                              | 2008 | —                      | —                      | 91                     | 84                     | —                      | —                      | —                      | —                      | —                      | —                      | | Here I Stand                              |
| All My Life (In the Ghetto)" (Jay Rock feat. Lil Wayne a will.i.am)                     | 2008 | —                      | —                      | —                      | —                      | —                      | —                      | —                      | —                      | —                      | —                      | | Follow Me Home                            |
| "Touch Your Button (Carnival Jam)" (Wyclef Jean feat. will.i.am a Melissa Jiménez)      | 2008 | —                      | —                      | —                      | —                      | —                      | —                      | —                      | —                      | —                      | —                      | | Carnival Vol. II: Memoirs of an Immigrant |
| "Straighten Up and Fly Right" (Nat King Cole feat. Natalie Cole a will.i.am)            | 2009 | —                      | —                      | —                      | —                      | —                      | —                      | —                      | —                      | —                      | —                      | | Re: Generations                           |
| "3 Words" (Cheryl Cole feat. will.i.am)                                                 | 2009 | —                      | —                      | 5                      | —                      | 27                     | 7                      | 32                     | —                      | —                      | 4                      | - ARIA: 2× Platinum - BPI: Silver - FIMI: Gold | 3 Words                                   |
| "I'm in the House" (Steve Aoki feat. will.i.am jako Zuper Blahq)                        | 2010 | —                      | —                      | —                      | —                      | —                      | —                      | 40                     | —                      | —                      | 29                     | | Singl bez alb                             |
| "OMG" (Usher feat. will.i.am)                                                           | 2010 | 1                      | 3                      | 1                      | 2                      | 27                     | 1                      | 39                     | 1                      | 38                     | 1                      | - ARIA: 6× Platinum - BPI: Platinum - BVMI: Gold - MC: 2× Platinum - RMNZ: Platinum                                                                                                  | Raymond v. Raymond                        |
| "Wavin' Flag" (Celebration Mix) (K'naan feat. will.i.am a David Guetta)                 | 2010 | —                      | —                      | —                      | —                      | —                      | —                      | —                      | —                      | —                      | —                      | - MC: 3× Platinum - IFPI SWI: 2× Platinum - BVMI: 3× Gold - FIMI: Platinum - BPI: Platinum                                                                                           | Troubadour: Champion Edition              |
| "Forever" (Wolfgang Gartner feat. will.i.am)                                            | 2011 | —                      | —                      | —                      | —                      | —                      | —                      | —                      | —                      | —                      | 43                     | | Weekend in America                        |
| "Free" (Natalia Kills feat. will.i.am)                                                  | 2011 | —                      | —                      | —                      | —                      | 15                     | —                      | 96                     | —                      | —                      | 118                    | - BVMI: Gold | Perfectionist                             |
| "Hall of Fame" (The Script feat. will.i.am)                                             | 2012 | 25                     | —                      | 4                      | 25                     | 2                      | 1                      | 16                     | 3                      | 3                      | 1                      | - RIAA: 2× Platinum - ARIA: 10× Platinum - BPI: 4× Platinum - BVMI: 2× Platinum - IFPI SWI: 2× Platinum - IFPI SWE: 4× Platinum - RMNZ: 2× Platinum - FIMI: 3× Platinum - NVPI: Gold | #3                                        |
| "In My City" (Priyanka Chopra feat. will.i.am)                                          | 2012 | —                      | —                      | —                      | —                      | —                      | —                      | —                      | —                      | —                      | —                      | - IMI: 3× Platinum | Singly bez alb                            |
| "Problem" (The Monster Remix) (Becky G feat. will.i.am)                                 | 2012 | —                      | —                      | —                      | —                      | —                      | —                      | —                      | —                      | —                      | —                      | | Singly bez alb                            |
| "Burn the Disco" (Felix da Housecat feat. will.i.am)                                    | 2012 | —                      | —                      | —                      | —                      | —                      | —                      | —                      | —                      | —                      | —                      | | Singly bez alb                            |
| "Better Than Yesterday" (Sidney Samson feat. will.i.am)                                 | 2012 | —                      | —                      | —                      | —                      | —                      | —                      | 84                     | —                      | —                      | —                      | | Singly bez alb                            |
| "Crazy Kids" (Kesha feat. will.i.am)                                                    | 2013 | 40                     | —                      | 32                     | 48                     | 56                     | 14                     | —                      | —                      | —                      | 27                     | - RIAA: Platinum - ARIA: Gold | Singly bez alb                            |
| "Something Really Bad" (Dizzee Rascal feat. will.i.am)                                  | 2013 | —                      | —                      | —                      | —                      | 65                     | —                      | —                      | —                      | —                      | 10                     | | The Fifth                                 |
| "Provocative" (Brit Smith feat. will.i.am)                                              | 2013 | —                      | —                      | —                      | —                      | —                      | —                      | —                      | —                      | —                      | —                      | | Singl bez alb                             |
| "It Should Be Easy" (Britney Spears feat. will.i.am)                                    | 2014 | —                      | —                      | —                      | 88                     | —                      | —                      | —                      | —                      | 71                     | —                      | | Britney Jean                              |
| "Home" (Leah McFall feat. will.i.am)                                                    | 2014 | —                      | —                      | —                      | —                      | —                      | —                      | —                      | —                      | —                      | 56                     | | Weird to Wonderful                        |
| "Ew!" (Jimmy Fallon feat. will.i.am)                                                    | 2014 | 26                     | —                      | —                      | 14                     | —                      | —                      | —                      | —                      | —                      | —                      | | Singly bez alb                            |
| "I'm So Excited" (Anja Nissen feat. will.i.am a Cody Wise)                              | 2014 | —                      | —                      | 42                     | —                      | —                      | —                      | —                      | —                      | —                      | —                      | | Singly bez alb                            |
| "Born to Get Wild" (Steve Aoki feat. will.i.am)                                         | 2014 | —                      | —                      | —                      | —                      | —                      | —                      | —                      | —                      | —                      | —                      | | Neon Future I                             |
| "Embrace" (NXTGEN featuring will.i.am)                                                  | 2019 | —                      | —                      | —                      | —                      | —                      | —                      | —                      | —                      | —                      | —                      | | Singl bez alb                             |
| "Love You More" (Steve Aoki feat. Lay a will.i.am)                                      | 2020 | —                      | —                      | —                      | —                      | —                      | —                      | —                      | —                      | —                      | —                      | | Neon Future IV                            |
| "—" značí, že se nahrávka neumístila v hitparádách nebo v tomto území ani nebyla vydána |      |                        |                        |                        |                        |                        |                        |                        |                        |                        |                        | |                                           |

### Promo singly
| "Here I Come" (Fergie feat. will.i.am)                                                  | 2008 | —  | —  | 39 | —  | The Dutchess   |
| "Yes We Can"                                                                            | 2008 | —  | —  | —  | —  | Singl bez alb  |
| "It's a New Day"                                                                        | 2008 | 78 | 84 | —  | —  | Change is Now  |
| "America's Song"                                                                        | 2009 | —  | —  | —  | —  | Singl bez alb  |
| "I Wanna Go Crazy" (David Guetta feat. will.i.am)                                       | 2009 | —  | 83 | —  | 92 | One Love       |
| "Go Home" (feat. Mick Jagger a Wolfgang Gartner)                                        | 2012 | —  | —  | —  | —  | Singl bez alb  |
| "Reach for the Stars (Mars Edition)"                                                    | 2012 | —  | —  | —  | —  | #willpower     |
| "FIYAH"                                                                                 | 2017 | —  | —  | —  | —  | Singly bez alb |
| "Pretty Little Thing" (feat. Lady Leshurr, Lioness a Ms Banks)                          | 2019 | —  | —  | —  | —  | Singly bez alb |
| "—" značí, že se nahrávka neumístila v hitparádách nebo v tomto území ani nebyla vydána |      |    |    |    |    |                |

## Další umístěné a certifikované písně
| "I Like to Move It"                                                                     | 2008 | —  | —  | —  | —  | —  | — | —   | - BPI: Silver | Madagaskar 2: Útěk do Afriky |
| "On the Dancefloor" (David Guetta feat. will.i.am a apl.de.ap)                          | 2009 | —  | 62 | 24 | 87 | —  | — | —   |               | One Love                     |
| "Boy Like You" (Cheryl Cole feat. will.i.am)                                            | 2010 | —  | —  | —  | —  | —  | — | 105 |               | 3 Words                      |
| "Heaven" (Cheryl Cole feat. will.i.am)                                                  | 2010 | —  | —  | —  | —  | —  | — | 122 |               | 3 Words                      |
| "Best Night" (LMFAO feat. will.i.am, GoonRock a Eva Simons)                             | 2012 | —  | —  | —  | —  | 68 | — | —   |               | Sorry for Party Rocking      |
| "Let's Go" (feat. Chris Brown)                                                          | 2013 | 38 | —  | —  | —  | —  | — | —   |               | #willpower                   |
| "—" značí, že se nahrávka neumístila v hitparádách nebo v tomto území ani nebyla vydána |      |    |    |    |    |    |   |     |               |                              |

## Spolu umělec
| Název                               | Rok  | Další umělec                                       | Album                                               |
| ----------------------------------- | ---- | -------------------------------------------------- | --------------------------------------------------- |
| "Merry Muthafuckin' Xmas"           | 1992 | Eazy-E, Atban Klann                                | 5150: Home 4 tha Sick                               |
| "*****z and Jewz (Some Say Kikes)"  | 1993 | Blood of Abraham, Eazy-E                           | Future Profits                                      |
| "Secrets"                           | 2002 | —                                                  | Dexter's Laboratory: The Hip-Hop Experiment         |
| "I Know"                            | 2004 | Destiny's Child                                    | Unity: The Official Athens 2004 Olympic Games Album |
| "Dance to the Music"                | 2005 | Sly and the Family Stone                           | Different Strokes by Different Folks                |
| "CB (Sangue Bom)"                   | 2005 | Marcelo D2                                         | Acústico MTV (MTV Unplugged)                        |
| "About You"                         | 2005 | Mary J. Blige, Nina Simone                         | The Breakthrough                                    |
| "The Frog"                          | 2006 | Sérgio Mendes, Q-Tip                               | Timeless                                            |
| "Let Me"                            | 2006 | Sérgio Mendes, Jill Scott                          | Timeless                                            |
| "Bananeira (Banana Tree)"           | 2006 | Sérgio Mendes, Mr. Vegas                           | Timeless                                            |
| "Surfboard"                         | 2006 | Sérgio Mendes                                      | Timeless                                            |
| "Loose Ends"                        | 2006 | Sérgio Mendes, Justin Timberlake, Pharoahe Monch   | Timeless                                            |
| "Ei Menina (Hey Girl)"              | 2006 | Sérgio Mendes                                      | Timeless                                            |
| "Yes, Yes Y'All"                    | 2006 | Sérgio Mendes, Black Thought, Chali 2na, Debi Nova | Timeless                                            |
| "Weekend"                           | 2006 | Kelis                                              | Kelis Was Here                                      |
| "What's That Right There"           | 2006 | Kelis                                              | Kelis Was Here                                      |
| "Damn Girl"                         | 2006 | Justin Timberlake                                  | FutureSex/LoveSounds                                |
| "All That I Got (The Make Up Song)" | 2006 | Fergie                                             | The Dutchess                                        |
| "Compton"                           | 2006 | The Game                                           | Doctor's Advocate                                   |
| "Do It"                             | 2006 | Ciara                                              | Ciara: The Evolution                                |
| "Treat Me Like Your Money"          | 2007 | Macy Gray                                          | Big                                                 |
| "Streets"                           | 2007 | Bone Thugs-n-Harmony, The Game                     | Strength & Loyalty                                  |
| "Picture Perfect"                   | 2007 | Chris Brown                                        | Exclusive                                           |
| "P.Y.T. (Pretty Young Thing) 2008"  | 2008 | Michael Jackson                                    | Thriller 25                                         |
| "Theme of 019"                      | 2008 | SMAP                                               | Super.Modern.Artistic.Performance                   |
| "The Traveling Song"                | 2008 | —                                                  | Madagaskar 2: Útěk do Afriky                        |
| "Big and Chunky"                    | 2008 | —                                                  | Madagaskar 2: Útěk do Afriky                        |
| "She Loves Me"                      | 2008 | —                                                  | Madagaskar 2: Útěk do Afriky                        |
| "Best Friends"                      | 2008 | —                                                  | Madagaskar 2: Útěk do Afriky                        |
| "Alex On The Spot"                  | 2008 | Hans Zimmer                                        | Madagaskar 2: Útěk do Afriky                        |
| "Heaven"                            | 2009 | Cheryl Cole                                        | 3 Words                                             |
| "Boy Like You"                      | 2009 | Cheryl Cole                                        | 3 Words                                             |
| "Photographs"                       | 2009 | Rihanna                                            | Rated R                                             |
| "I Can't Wait"                      | 2010 | Mary J. Blige                                      | Stronger with Each Tear                             |
| "Let's Get Down"                    | 2010 | Cheryl Cole                                        | Messy Little Raindrops                              |
| "Big Fat Bass"                      | 2011 | Britney Spears                                     | Femme Fatale                                        |
| "Nothing Really Matters"            | 2011 | David Guetta                                       | Nothing but the Beat                                |
| "We Ain't"                          | 2012 | N.O.R.E.                                           | Crack on Steroids                                   |
| "Craziest Things"                   | 2012 | Cheryl Cole                                        | A Million Lights                                    |
| "Fall in Love"                      | 2012 | Rita Ora                                           | Ora                                                 |
| "Alone"                             | 2012 | K'naan                                             | Country, God or the Girl                            |
| "Grounded for Life"                 | 2013 | —                                                  | Tarzan soundtrack                                   |
| "All Hustle No Luck"                | 2015 | French Montana, Lil Durk                           | Casino Life 2: Brown Bag Legend                     |
| "Don't Trip"                        | 2015 | The Game, Ice Cube, Dr. Dre                        | The Documentary 2                                   |
| "LA"                                | 2015 | The Game, Snoop Dogg, Fergie                       | The Documentary 2                                   |
| "The Ghetto"                        | 2015 | The Game, Nas                                      | The Documentary 2                                   |

## Videoklipy

### Jako hlavní umělec
| Název                                                                                                  | Rok  | Režisér                         |
| --- | ---- | ------------------------------- |
| "I Am"                                                                                                 | 2001 | Marcos Siega                    |
| "Secrets"                                                                                              | 2002 | Primal Screen                   |
| "I Got It from My Mama"                                                                                | 2007 | Bryan Barber                    |
| "I Got It from My Mama" (Remix) (feat. The Paradiso Girls)                                             | 2007 | —                               |
| "Yes We Can"                                                                                           | 2008 | Jesse Dylan                     |
| "We Are the Ones"                                                                                      | 2008 | Jesse Dylan                     |
| "Heartbreaker" (feat. Cheryl Cole)                                                                     | 2008 | Toben Seymour                   |
| "One More Chance"                                                                                      | 2008 | —                               |
| "In My Name"                                                                                           | 2008 | Oxfam                           |
| "It's a New Day"                                                                                       | 2008 | Ben Mor                         |
| "She Loves Me"                                                                                         | 2008 | —                               |
| "For Whom the Bell Tolls"                                                                              | 2009 | Jason Goldwatch                 |
| "Check It Out" (s Nicki Minaj)                                                                         | 2010 | Rich Lee                        |
| "T.H.E. (The Hardest Ever)" (feat. Jennifer Lopez a Mick Jagger)                                       | 2011 | Rich Lee                        |
| "Great Times"                                                                                          | 2012 | Ben Mor                         |
| "This Is Love" (feat. Eva Simons)                                                                      | 2012 | will.i.am                       |
| "Scream & Shout" (feat. Britney Spears)                                                                | 2012 | Ben Mor                         |
| "Scream & Shout" (Hit-Boy Remix) (feat. Britney Spears, Hit-Boy, Waka Flocka Flame, Lil Wayne a Diddy) | 2013 | Ben Mor                         |
| "#thatPOWER" (feat. Justin Bieber)                                                                     | 2013 | Ben Mor                         |
| "Bang Bang"                                                                                            | 2013 | Igor Kovalik                    |
| "Feelin' Myself" (feat. Miley Cyrus, French Montana a Wiz Khalifa)                                     | 2013 | Michael Jurkovac, Pasha Shapiro |
| "It's My Birthday" (feat. Cody Wise)                                                                   | 2014 | Ben Mor                         |
| "Boys & Girls" (feat. Pia Mia)                                                                         | 2016 | neznámé                         |
| "FIYAH" (feat. India Love)                                                                             | 2017 | Shadae Lamar Smith              |

### Jako vedlejší umělec
| Název                                                                   | Rok  | Režisér                                     |
| ----------------------------------------------------------------------- | ---- | ------------------------------------------- |
| "Sunny Hours" (Long Beach Dub All Stars feat. will.i.am)                | 2001 | Marcus Lawrence                             |
| "Vocal Artillery" (Ozomatli feat. Medusa, will.i.am, a Kanetic Source)  | 2001 | Gabalazitaz Tiernaz                         |
| "La Patte" (Saïan Supa Crew feat. will.i.am)                            | 2005 | J.G. Biggs                                  |
| "Beep" (Pussycat Dolls feat. will.i.am)                                 | 2006 | Benny Boom                                  |
| "That Heat" (Sérgio Mendes feat. Erykah Badu a will.i.am)               | 2006 | Syndrome, Nabil Elderkin                    |
| "I Love My Bitch" (Busta Rhymes feat. Kelis a will.i.am)                | 2006 | Benny Boom, Busta Rhymes                    |
| "Fergalicious" (Fergie feat. will.i.am)                                 | 2006 | Fatima Robinson                             |
| "Hip Hop Is Dead" (Nas feat. will.i.am)                                 | 2006 | Nas, Ulysses Terrero                        |
| "A Dream" (Common feat. will.i.am)                                      | 2006 | Nabil Elderkin                              |
| "Baby Love" (Nicole Scherzinger feat. will.i.am)                        | 2007 | Francis Lawrence                            |
| "Hot Thing" (Talib Kweli feat. will.i.am)                               | 2007 | Bernard Gourley                             |
| "Wait a Minute (Just a Touch)" (Estelle feat. will.i.am)                | 2007 | Neon                                        |
| "Be OK" (Chrisette Michele feat. will.i.am)                             | 2007 | Lil X                                       |
| "I Want You" (Common feat. will.i.am)                                   | 2007 | Kerry Washington, Sanji                     |
| "In the Ayer" (Flo Rida feat. will.i.am)                                | 2008 | Shane Drake                                 |
| "Funky Bahia" (Sérgio Mendes feat. will.i.am a Siedah Garrett)          | 2008 | Neon                                        |
| "All My Life (In the Ghetto)" (Jay Rock feat. Lil Wayne and will.i.am)  | 2008 | Michael "The Greek" Mihail, Jonathan Silver |
| "3 Words" (version 1) (Cheryl Cole feat. will.i.am)                     | 2009 | Vincent Haycock                             |
| "3 Words" (version 2) (Cheryl Cole feat. will.i.am)                     | 2009 | Saam Farahmand                              |
| "I'm in the House" (Steve Aoki feat. will.i.am jako Zuper Blahq)        | 2010 | Jam Sutton                                  |
| "OMG" (Usher feat. will.i.am)                                           | 2010 | Anthony Mandler                             |
| "Wavin' Flag" (Celebration Mix) (K'naan feat. will.i.am a David Guetta) | 2010 | Nabil Elderkin                              |
| "Forever" (Wolfgang Gartner feat. will.i.am)                            | 2011 | Nabil Elderkin                              |
| "Free" (version 1) (Natalia Kills feat. will.i.am)                      | 2011 | —                                           |
| "Free" (version 2) (Natalia Kills feat. will.i.am)                      | 2011 | Guillaume "G" Doubet                        |
| "Problem" (The Monster Remix) (Becky G feat. will.i.am)                 | 2012 | P. R. Brown                                 |
| "Burn the Disco" (Felix da Housecat feat. will.i.am)                    | 2012 | High5Collective                             |
| "Home" (Leah McFall feat. will.i.am)                                    | 2014 | Elisha Smith-Leverocke                      |
| "Ew!" (Jimmy Fallon feat. will.i.am)                                    | 2014 | —                                           |
| "I'm So Excited" (Anja Nissen feat. will.i.am a Cody Wise)              | 2014 | Ernest Weber, Pasha Shapiro                 |
| "Born to Get Wild" (Steve Aoki feat. will.i.am)                         | 2014 | Dan Packer                                  |

### Spolu umělec
| Název                             | Rok  | Umělec | Režisér          | Reference |
| --------------------------------- | ---- | ------ | ---------------- | --------- |
| "Imagine" (UNICEF: World version) | 2014 | různé  | Michael Jurkovac | [ 175 ]   |

## Souvisejicí články
- Diskografie Black Eyed Peas